# Гадізату Мані
Гадізату Мані — нігерська правозахисниця, якій довелося вести довгу юридичну битву, щоб звільнитися від рабства, і яка допомагає боротися проти рабства іншим жінкам.

## Біографія
Гадісату Мані народилася 1984 року в місті Догароуа в регіоні Тахуа, у пустельній місцевості в центрі Нігеру. Її продали у рабство у віці дванадцяти років за 500 доларів. Таким чином, вона стала вахією — п'ятою дружиною, коли є чотири дружини, які дозволені Кораном. Гадізату працювала на подрібненні сорго та виконувала завдання, пов'язані з водою та деревиною. Від господаря в неї народилося четверо дітей, двоє з яких померли.
У 2003 році, під тиском міжнародної спільноти, у Нігері врешті було заборонене рабство. Власник Гадізату змушений був підписати документи про звільнення для неї та ще однієї вахії. Проте він не повідомив їх про те, що вони тепер вільні, і лише через декілька місяців громадська правозахисна організація «Тімідрія» звільнила їх. Але Мані змушена була вести тривалу юридичну битву, щоб підтвердити свою свободу у суді.
Після звільнення з рабства Мані вийшла заміж. Проте, її колишній власник, заявив, що Гадізату не рабиня, а його дружина, і звинуватив її у поліандрії. Під час судового розгляду її відправили до в'язниці, де вона пробула пів року. Лише після розгляду справи у Суді ЕКОВАС, у жовтні 2008 року її звільнили.
Після скасування вироку Мані отримала компенсацію за заподіяну шкоду у сумі 20000 доларів. Потім Мані продовжила боротьбу за звільнення інших жінок разом з організацією «Тімідрія». У 2009 році вона отримала нагороду «Найхоробріша жінка світу» від Державного департаменту США.